# Cantonul Jumilhac-le-Grand
Cantonul Jumilhac-le-Grand este un canton din arondismentul Nontron, departamentul Dordogne, regiunea Aquitania, Franța.

## Comune
| Comune                    | Populație (1999) | Cod poștal | Cod INSEE |
| ------------------------- | ---------------- | ---------- | --------- |
| Chalais                   | 414              | 24800      | 24095     |
| La Coquille               | 1.345            | 24450      | 24133     |
| Jumilhac-le-Grand         | 1.227            | 24630      | 24218     |
| Saint-Jory-de-Chalais     | 575              | 24800      | 24428     |
| Saint-Paul-la-Roche       | 522              | 24800      | 24481     |
| Saint-Pierre-de-Frugie    | 393              | 24450      | 24486     |
| Saint-Priest-les-Fougères | 389              | 24450      | 24489     |